# Вальтер Гернляйн
Вальтер Гернляйн (нім. Walter Hörnlein; 2 січня 1893, Карштедт — 14 вересня 1961, Кельн) — німецький воєначальник, генерал піхоти вермахту. Кавалер Лицарського хреста Залізного хреста з дубовим листям.

## Біографія
Учасник Першої світової війни. 5 жовтня 1914 року важко поранений і потрапив у французький полон. Після звільнення продовжив службу в рейхсвері. З 1 квітня 1936 року — командир 1-го батальйону 69-го мотопіхотного полку 20-ї піхотної дивізії. Учасник Польської кампанії. З 1 листопада 1939 року — командир 80-го піхотного полку 34-ї піхотної дивізії. Учасник Французької кампанії і Німецько-радянської війни. З 10 серпня 1941 по 31 січня 1944 року — командир елітного полку «Велика Німеччина» (з 1 квітня 1942 року — мотопіхотна, з травня 1943 року — моторизована дивізія). «Велика Німеччина» була однією з найкращих дивізій вермахту, яку командування постійно використовувало на найнебезпечніших і найважливіших напрямках, тому Гернляйн взяв участь в операціях практично на всіх ділянках Східного фронту. З 1 вересня 1944 року — командир 82-го армійського корпусу. З 1 лютого 1945 року — командувач 2-м військовим округом. З 15 квітня 1945 року — командир 27-го армійського корпусу. В травні 1945 року взятий в полон. В 1947 році звільнений.

## Військові звання
- Фенріх (10 березня 1911)
- Унтерофіцер (27 січня 1912)
- Лейтенант (16 червня 1913)
- Оберлейтенант (27 вересня 1919)
- Гауптман (1 лютого 1927)
- Майор (1 жовтня 1934)
- Оберстлейтенант (1 квітня 1937)
- Оберст (1 квітня 1940)
- Генерал-майор (1 квітня 1942)
- Генерал-лейтенант (1 січня 1943)
- Генерал піхоти (9 листопада 1944)

## Нагороди
- Залізний хрест 2-го класу (10 жовтня 1914)
- Нагрудний знак «За поранення» в чорному (1 травня 1923) — за важке поранення, отримане 5 жовтня 1914 року.
- Почесний хрест ветерана війни з мечами (20 грудня 1934)
- Медаль «За вислугу років у Вермахті»
  - 4-го, 3-го і 2-го класу (18 років; 2 жовтня 1936) — отримав 3 медалі одночасно.
  - 1-го класу (25 років; 28 січня 1937)
- Застібка до Залізного хреста 2-го класу (12 жовтня 1939)
- Медаль «У пам'ять 1 жовтня 1938» (28 жовтня 1939)
- Нагрудний знак «За поранення» в чорному (16 лютого 1940) — за поранення, отримане 11 вересня 1939 року.
- Лицарський хрест Залізного хреста з дубовим листям
  - лицарський хрест (30 липня 1941)
  - дубове листя (№213; 15 березня 1943)
- Штурмовий піхотний знак в сріблі (9 серпня 1941)
- Німецький хрест в золоті (14 лютого 1943)